# イオンコミュニティ銀行
株式会社イオンコミュニティ銀行（イオンコミュニティぎんこう、英称：AEON COMMUNITY BANK, LTD.）は、かつて存在した新たな形態の銀行に分類される銀行。2004年（平成16年）に設立されたが、事業開始は後述の理由により2011年（平成23年）4月25日であった。

## 概要
2004年（平成16年）3月1日、預金保険機構により第二日本承継銀行として設立。2011年（平成23年）4月25日、前年に破綻した日本振興銀行の受け皿として事業譲渡を受けた。その後、イオン銀行に売却され、現社名に改称した。
平子社長と日本振興銀行元代表執行役の弓削裕取締役を除く取締役は、原口恒和会長（親会社であるイオン銀行会長との兼任）を含め、すべて社外取締役となっていた。

## 日本振興銀行からの譲受に伴う業務
日本振興銀行からの事業譲渡の時点で、同社で店舗統合を行ったうえで、残る26店舗（26店舗中、本店窓口については、事業譲渡の対象となった部分のみを分割した上でのもの）を譲受し、預金保険機構東京事務所に所在する第二日本承継銀行の本店を含む27店舗体制で実務を開始した。なお、同行の本店窓口が手がけていたもののうち、譲受の対象となった取引は同一地で当社神田営業部の名称で営業を行う形となった。
原則的には、同行を利用していた顧客のうち、当社へ移行された顧客を対象として、継続して預金する形の業務が中心であるが、受け皿銀行へ譲渡するまでは、新規の顧客についても日本振興銀行が提供していたサービスをベースに預金等を受け入れるとしていた。
イオンコミュニティ銀行への移行に伴い、本店がそれまでの神田営業部所在地となったため、旧本店が無くなり、26店舗体制となった。差当たりの取扱商品は、第二日本承継銀行のものをそのまま継承する形となった。

## イオン銀行による買収
承継銀行は、承継する銀行が破綻してから2年以内に全株式の預金保険機構からの売却により再承継されない場合は解散することとなっており、受け皿の公募を行った。その結果7者が応募し、4者に適格性があるとして事業計画の提出を求め、2者から提出があり、審査した結果、イオン銀行に譲渡することが適格とした。
この結果、株式を19.8億円、貸付債権を5億円で、売買後二年は店舗網等を原則維持して、事業計画を履行するという条件で買収することになった。
イオン銀行は中小企業の金融仲介機能を引き継ぎ、新たな先の開拓を行い、イオン銀行のATM等のインフラを活用して顧客の利便性を向上させるものとし、2年後の合併を予定していたが、その後、早期の合併により経営の効率化が図れるものとして2012年3月31日付で本体に吸収合併することとなり、「イオンコミュニティ銀行」の名称はわずか3か月で消滅した。なお、当社の26店舗は、イオン銀行の法人営業部の店舗としてそのまま移行され、法人営業部と名乗った。その後、法人営業部は6拠点にまで減じられた。

## 沿革
- 2004年（平成16年）3月1日 - 株式会社第二日本承継銀行として設立。
- 2011年（平成23年）
  - 4月25日 - 日本振興銀行より一部事業を譲受し、27店舗体制で営業開始。
  - 12月26日 - 預金保険機構がイオン銀行に当社の全株式及び貸付債権の一部を譲渡。イオンコミュニティ銀行となる。本店は預金保険機構所在地（千代田区有楽町新有楽町ビル9F）から、旧・第二日本承継銀行神田営業部所在地（千代田区神田司町）に移転。
- 2012年（平成24年）3月31日 - イオン銀行に吸収合併され、解散[4]。